# Этнические столкновения 1988 года в Степанакерте и Шуше
Этнические столкновения 1988 года в Степанакерте и Шуше — изгнание этнического армянского населения Шуши и этнического азербайджанского населения Степанакерта в Нагорно-Карабахской автономной области Азербайджанской ССР с 18 по 20 сентября 1988 года. В ходе беспорядков были ранены 33 армянина и 16 азербайджанцев, подожжено более 30 домов, убит 61-летний армянин. По окончании насилия 3117 этнических азербайджанцев были вынуждены покинуть Степанакерт. Эти события стали одним из актов этнического насилия в контексте нагорно-карабахского конфликта.

## История конфликта
До советизации Южного Кавказа город Шуша имел как азербайджанское, так и армянское население. Однако после резни 1920 года армянское население либо было убито, либо вынуждено покинуть город, что привело к преобразованию Шуши в населённый преимущественно азербайджанцами город.
Степанакерт (ранее — Ханкенди) являлся административным центром образованной в 1923 году Нагорно-Карабахской автономной области и населён был в основном армянами, составлявшими 87% от общей численности населения по данным советской переписи 1979 года, а также небольшим количеством азербайджанцев.
1 марта армянские беженцы из Сумгаита прибыли в Степанакерт после имевшего там место погрома. Межэтническая напряжённость в Нагорно-Карабахской АО продолжила нарастать летом и осенью 1988 года. 18 сентября возле азербайджанонаселённого села Ходжалы произошло столкновение между армянами и азербайджанцами; несколько армян получили огнестрельные ранения, один был убит. По словам Томаса де Ваала, насилие привело к катастрофе для общин, составляющих меньшинство в двух главных городах НКАО, поскольку стало причиной исхода армян из Шуши, а азербайджанцев — из Степанакерта
Согласно армянским источникам, с мая 1988 года на армянское население Шуши оказывалось давление, имели место случаи порчи имущества армян.
Изгнание азербайджанцев из Степанакерта началось 18 сентября 1988 года, и к концу месяца вынужденными переселенцами стали 3117 этнических азербайджанцев. Насилие сопровождалось избиениями и поджогами домов. В ответ на эскалацию ситуации 21 сентября советские войска, дислоцированные в городе, ввели комендантский час для стабилизации обстановки.